# Walter Hotz
Hans Ludwig Walter Hotz (* 30. Mai 1912 in Worms; † 14. März 1996 ebenda) war ein deutscher Kunsthistoriker und evangelischer Pfarrer.

## Leben
Walter Hotz, Sohn des städtischen Bauinspektors Philipp Hotz, studierte von 1930 bis 1934 Evangelische Theologie und Kunstgeschichte an den Universitäten Gießen, Jena und Bonn und am Institut protestant de théologie in Montpellier. Er bestand 1934 in Gießen die theologische Fakultätsprüfung und wurde 1935 in Gießen mit einer Dissertation zur die Baugeschichte der Burg Wildenberg bei Amorbach promoviert.
Nach der freiwilligen Ableistung des Wehrdienstes bei der Reichswehr wurde Hotz 1935 Mitarbeiter des Evangelischen Bundes in Berlin. Dort war Hotz im Bereich Presse- und Verlagsarbeit tätig, gleichzeitig war er für die Christliche Pfadfinderschaft Deutschlands Mitglied in der Redaktion der evangelischen Jugendzeitschrift Jungenwacht. Während seiner Tätigkeit für den Evangelischen Bund veröffentlichte Hotz mehrere kunstgeschichtliche Führer, die von ihm geplante kunstgeschichtliche Habilitation wurde aber durch den Militärdienst während des Zweiten Weltkriegs von 1939 bis 1945, zuletzt als Oberleutnant, u. a. als Propaganda-Offizier in Italien, verhindert.
Nach Kriegsende begann Hotz ein Vikariat bei der Evangelischen Kirche in Hessen und Nassau. Zunächst war er in Fränkisch-Crumbach tätig, 1947 wurde er in Reinheim im Odenwald zum Pfarrer ordiniert, wo er die Pfarrstelle bis zu seiner Pensionierung im Jahr 1977 innehatte. In seiner Reinheimer Zeit verfasste Hotz den Großteil seiner kunstgeschichtlichen Arbeiten. Arbeitsschwerpunkte waren die elsässische Romanik, der Wormser Dom und seine Nachfolge und die Burgenforschung.
Im Ruhestand zog Hotz wieder nach Worms, wo er sich unter anderem von 1983 bis 1988 als Vorsitzender des Altertumsvereins Worms engagierte.
Sein umfangreicher Nachlass befindet sich im Stadtarchiv Worms.

## Veröffentlichungen (Auswahl)
- Die Mittelmeerküsten Anatoliens. Handbuch der Kunstdenkmäler. Wissenschaftliche Buchgesellschaft, Darmstadt 1989, ISBN 3-534-03073-7.
- Die Wormser Bauschule 1000–1250. Werke – Nachbarn – Verwandte. Studien über landschaftsbezogene deutsche Baukunst. Wissenschaftliche Buchgesellschaft, Darmstadt 1985, ISBN 3-534-01588-6.
- Der Dom zu Worms. Wissenschaftliche Buchgesellschaft, Darmstadt 1981, ISBN 3-534-07412-2.
- Pfalzen und Burgen der Stauferzeit. Geschichte und Gestalt. Wissenschaftliche Buchgesellschaft, Darmstadt 1981, ISBN 3-534-08663-5.
- Byzanz, Konstantinopel, Istanbul. Handbuch der Kunstdenkmäler. Deutscher Kunstverlag, München / Berlin 1971, ISBN 3-422-00327-4.
- Kleine Kunstgeschichte der deutschen Schlösser. Wissenschaftliche Buchgesellschaft, Darmstadt 1970.
- Kleine Kunstgeschichte der deutschen Burg. Wissenschaftliche Buchgesellschaft, Darmstadt 1965.
- Handbuch der Kunstdenkmäler im Elsaß und in Lothringen. Wissenschaftliche Buchgesellschaft, Darmstadt 1965; 2. Auflage ebenda 1970.
- Burg Wildenberg im Odenwald. Ein Herrensitz der Hohenstaufenzeit. Emig, Amorbach 1963.
- Meister Mathis der Bildschnitzer. Die Plastik Grünewalds und seines Kreises (= Veröffentlichungen des Geschichts- und Kunstvereins Aschaffenburg e. V. Bd. 5). Pattloch, Aschaffenburg 1961.
- als Herausgeber: Theodor Meisinger: Der Rodensteiner. Geschichte und Wandlungen einer deutschen Sage (= Hessische Volksbücher. Nr. 4/5). Aus dem Nachlass herausgegeben. Verlag Hessische Volksbücher, Darmstadt 1954.
- Gelnhausen. Gotthard, Amorbach 1954.
- Amorbacher Cicerone. Kunstgeschichtlicher Wegweiser durch Abtei und Stadt mit Amorsbrunn, Gotthard, Wildenberg und Waldleiningen. Emig, Amorbach 1949.
- Die Münster am Oberrhein. Aufgenommen von Theodor Seeger. Beschrieben von Walter Hotz. Deutscher Kunstverlag, Berlin 1941 (2. Auflage. ebenda 1943).
- Kunstwerk und Landschaft im Elsass Essays (= Die Kunstbücher des Volkes. Große Reihe. Bd. 37). Bilder von Theodor Seeger. Rembrandt-Verlag, Berlin 1941.
- König und Verschwörer. Männer und Mächte um Heinrich VII. von Hohenstaufen. Angelsachsen-Verlag, Bremen / Berlin 1940.
- mit Karl Christian Raulfs: Das Magdeburger Paradies. Ein Gleichnis vom Reich (= Der Eckart-Kreis. Bd. 45). Eckart-Verlag, Berlin-Steglitz 1939.
- Melk und die Wachau (= Die Kunstbücher des Volkes. Große Reihe. Bd. 27). Bilder von Karl Christian Raulfs. Rembrandt-Verlag, Berlin 1938.
- Amorbach. Das Marienmünster im Odenwald (= Die Kunstbücher des Volkes. Große Reihe. Bd. 24). Aufnahmen: Karl Christian Raulfs. Rembrandt-Verlag, Berlin 1938.